# Talfaza Jaya
Talfaza Jaya es una película del año 2006.

## Sinopsis
El Malga es un tranquilo pueblecito en el sur de Túnez que vive al ritmo de las fiestas nacionales, para las que el Comité Cultural propone eternamente el mismo programa. Pero una llamada desde la capital les avisa de que un equipo alemán de televisión va a visitar la zona. El Comité Cultural decide ofrecer una imagen positiva del pueblo y del país, por lo que se lanza a una auténtica puesta en escena para esconder la verdad.